# マイクロコンタクトプリンティング
マイクロコンタクトプリント(mCP)は次世代のプリンテッドエレクトロニクスの基幹技術として期待されるナノ構造構築法の一手法。

## 概要
1993年にA.Kumar、G.M.Whitesidesによって末端にチオール基（-SH）を有するアルカンチオールを用いて金のマイクロパターニング法が報告されたソフトリソグラフィと呼ばれるナノ構造構築法の一手法で、フォトリソグラフィや電子線描画装置によって作製された原型(マスター)の微細構造の形状を柔軟性のある樹脂(主にシリコーンゴム)に写し取り、転写型(スタンパー)を作製して、この転写型の凸部表面に自己組織化する分子を塗布して基板(主にシリコンウエハー)に密着(コンタクト)することで、パターン化した分子の膜を基板上に作製する。従来の高額な露光装置を使用せずに微細構造をシリコンウエハー上に作成できるとされる。転写時に分子と基板表面との化学反応を利用することにより、安定した単分子膜(自己組織化単分子膜:SAM)を基板上に作成可能とされる。
シリコーンの一種であるジメチルポリシロキサン(PDMS)でマスターの型をとった転写型を作成してチオール、アミノシランなどの自己組織化単分子膜を作る分子の溶液を塗布後、基板に密着すると、転写型のパターンに従って基板上にSAM膜が形成される。
既存の印刷法においては版の微細加工を含めて、精細度において10μm以下にすることは困難で、インクジェット法では数μmでの描画は可能ではあったものの、被転写基板表面をフォトリソグラフィにより噴出したインキがほかの部分に入らない様に表面処理したバンク（土手）を予め作製することが必要で生産性の向上を阻害する一因だった。

## 用途
- ボトムアップ方式のナノテクノロジーの基盤技術として期待される[5][6]。

## 長所
- 従来の同規模の微細なパターンを比較的簡便な装置で作成可能。
- 比較的低い温度条件下で使用できるので有機半導体材料の微細加工に適する[5]。
- ウエハーの全面を一度に転写できるので生産性が高い。

## 短所
- 転写時の位置合わせ(アライメント)の精度が重要だが、柔軟性のある樹脂の転写型の変形等も考慮しなければならず、難易度が高い。
- 転写時に転写対象に接触するので転写型のコンタミネーションによる汚染の可能性がある。